# Фистуль, Виктор Ильич
Виктор Ильич Фистуль (1 мая 1927, Ленинград — 6 июня 2011, Москва) — советский и российский физик, специалист в области физики полупроводников. Доктор физико-математических наук (1967), профессор (1968), академик РАЕН (физика полупроводников; 23.12.1993), заслуженный деятель науки и техники РСФСР, почетный профессор Ханойского технического университета, Международный «Человек года» Кембридж 1997—1998. Дважды лауреат Государственной премии СССР (1975, 1987). Заведующий кафедрой технологии полупроводниковых материалов (ныне материалов микро-, опто-, и наноэлектроники), профессор Московского института тонкой химической технологии с 1977 года.

## Краткая биография
Родился в г. Ленинграде; окончил Ленинградский политехнический институт в 1949 г., 1949—1952 — на инженерных должностях завода «Уралэлетроаппарат»; 1952—1964 — старший научный сотрудник, заведующий лабораторией НИИ Министерства электронной промышленности; 1964—1977 — старший научный сотрудник, заведующий лабораторией, заведующий отелом Института «Гиредмет»; в 1962—2002 работал в Московском институте тонкой химической технологии, где разработал учебные курсы: «Физика полупроводников», «Экспериментальные методы исследования полупроводников», «Физика и химия твердого тела». Заведующий кафедрой (1977), профессор. Специалист в области физики полупроводников. Подготовил 44 кандидата и 6 докторов наук. Обнаружил явление политропии примесей в полупроводниках (1961), установил основные закономерности встраивания d -электронов примесей переходных металлов в полупроводниках АIIIBV, предложил и разработал подход к описанию кинетики распада полупроводниковых твердых растворов, учитывающий зарядность выпадающих атомов примеси (1969—1971), выявил особенности состояния примесей переходных металлов в полупроводниках (1970—1973). Установил основные отличия распада полупроводниковых твердых растворов от металлических. Открыл неводородоподобность примесей водорода и др. одноэлектронных атомов в полупроводниках, разработал совместно с сотрудниками теорию поведения амфотерных примесей и примесей с d- и f в полупроводниках (1970, 1989). Соавтор открытия глубокого донорного состояния атомов водорода в германии и кремнии (№ 259, 1983). Исследовал новый класс примесей, изовалентных легируемому полупроводнику (1987), разработал метод лазерной имплантации примесей в полупроводники (1983—1986). Участвовал в разработке технологии и организации промышленного производства важнейшего полупроводникового материала — арсенида галлия (1975). Читал лекции в Технологическом институте г. Бургас (Болгария, 1989), в Техническом университете и институте материаловедения в г. Ханой (Вьетнам, 1989, 1996), университете Миннеаполиса (США). Автор и соавтор более 230 научных работ, включая 4 учебных пособия, 16 монографий, 32 изобретения, открытие (диплом № 159). Заслуженный деятель науки и техники России; дважды лауреат Государственной премии СССР; награждён памятной медалью им. акад. Н. С. Курнакова (1985), медалями РАЕН им. П. Л. Капицы (1995), «За заслуги в деле возрождения науки и экономики России» им. Петра I (1996). Похоронен в Москве на Ваганьковском кладбище.

## Труды
- Фистуль В. И. Сильно легированные полупроводники. М.: Наука, 1965; 1967.
- Фистуль В. И., Мейер А. А. Зондовые методы исследования удельного сопротивления полупроводников. М.: ГИРЕДМЕТ, 1968.
- Victor I. Fistul. Heavily doped semiconductors. New York: Plenum Press, 1969.
- Фистуль В. И., Яковенко А. Г., Юрьев Г. А. Лабораторный практикум по экспериментальным методам исследования полупроводников. М.: МИТХТ, 1972.
- Фистуль В. И. Введение в физику полупроводников. М.: Высшая школа, 1975; 1984.
- Фистуль В. И. Распад пересыщенных полупроводниковых твердых растворов. М.: Металлургия, 1977.
- Омельяновский Э. М., Фистуль В. И. Примеси переходных металлов в полупроводниках. М.: Металлургия, 1983.
- Omel’yanovskii E. M., Fistul V. I. Transition metal impurities in semiconductors. Adam Hilger Ltd., Bristol and Boston, 1986.
- Фистуль В. И. Амфотерные примеси в полупроводниках. М.: Металлургия, 1992.
- Фистуль В. И. Физика и химия твердого тела: В 2-х т: Учебник для вузов. М.: Металлургия, 1995
- Фистуль В. И. Беседы о ХТТ. М., 1995.
- Фистуль В. И. Новые материалы (состояние, проблемы и перспективы). М.: МИСИС, 1995.
- Булярский С. В., Фистуль В. И. Термодинамика и кинетика взаимодействующих дефектов в полупроводниках. М.: Наука; Физматлит, 1997.
- Фистуль В. И. Фундаментальные законы классической физики. М.: Физматлит, 2002.
- Фистуль В. И. Законы атомной и квантовой физики. М.: Физматлит, 2003.
- Фистуль В. И. Атомы легирующих примесей в полупроводниках. М.: Физматлит, 2004.
- Victor I. Fistul. Impurities in Semiconductors: Solubility, Migration and Interactions. CRC Press, 2004. ISBN 0-203-34163-5
- Фистуль В. И. На кончике пера. М., 2006.
- Фистуль В. И. Принципы физики. 17 научных эссе. М.: Физматлит, 2010.